# グラフ誌
グラフ誌（グラフし、中: 画报）は、グラフ･ジャーナリズムを体現した雑誌の通称。
写真を主体とした雑誌という定義で単にグラフや、グラフ雑誌という呼び方もされる。

## 概要・歴史
日本においては『風俗画報』（1889-1916）を最初のグラフ誌とする説がある。初めて誌名に'画報という語を用いた雑誌ともいわれる。
『LIFE』（ 1936-1972、1978-2000、2004-2007）に代表されるように、1930年代に世界各地でグラフ雑誌文化が盛り上がったといわれる。報道写真を用いた構成は、1920年代にドイツの印刷物を中心に流行った「フォト・ルポルタージュ」（複数の写真で作者の意図を伝えようとする手法）がルーツであるという説がある。一方で、『FRONT』（ 1942-1945）のように構成主義を重んじたグラフ誌も登場した。
第二次世界大戦中には、各国でプロパガンダにも用いられた。
写真を生かすため、A3サイズのもの（前述の『FRONT』の初期）や、全ページにコート紙を用いた特徴のものもある。
テレビの登場・普及により、記録性はさておき、速報性と具体性のハンデからその需要が消えていったともいわれ、広告収入減少などにより著名誌も廃刊に至った。2000年に休刊したアサヒグラフは、2011年3月11日の東日本大震災発生後の23日に、緊急復刊号（週刊朝日臨時増刊扱い）を発行した。新聞社発行のグラフ誌は、戦後の大きな災害事故ごとに臨時増刊号を出してきたという歴史もあった。
高校野球グラフは2013年現在も、地方新聞社などが発行している。

## 日本のグラフ誌の代表例
- 風俗画報 - 1889 東洋堂
- 東洋画報→近事画報 - 1903 敬業社→近事画報社
- 日露戦争写真画報→写真画報⇒冒険世界 - 1904[12] 博文館
- 東京パック - 1905 東京パック社
- 婦人画報 - 1905 近事画報社
- 日曜画報 - 1911 博文館
- 国際写真情報 - 1922 国際情報社
- アサヒグラフ - 1923 朝日新聞社
- 婦人グラフ - 1924[13] 國際情報社
- 満洲グラフ - 1933 満鉄会
- NIPPON - 1934 日本工房
- ホーム・ライフ - 1935 大阪毎日新聞社
- 写真週報 - 1938 内閣情報部
- FRONT - 1942 東方社
- 週刊サンニュース - 1947
- 毎日グラフ→AMUSE - 1948 毎日新聞社
- 国際文化画報 - 1949
- 世界文化画報 - 1952
- サンケイグラフ - 1954[14] 産業経済新聞社
- オキナワグラフ - 1958[15]月刊オキナワグラフ社→新星出版株式会社
- 太陽 - 1963 平凡社
- グラフこんにちは日本共産党です - 1983-2000 唯一のセンセーショナルやゴシップでないグラフ誌だった
- 報知グラフ - ？ 報知新聞社

## 表紙ギャラリー

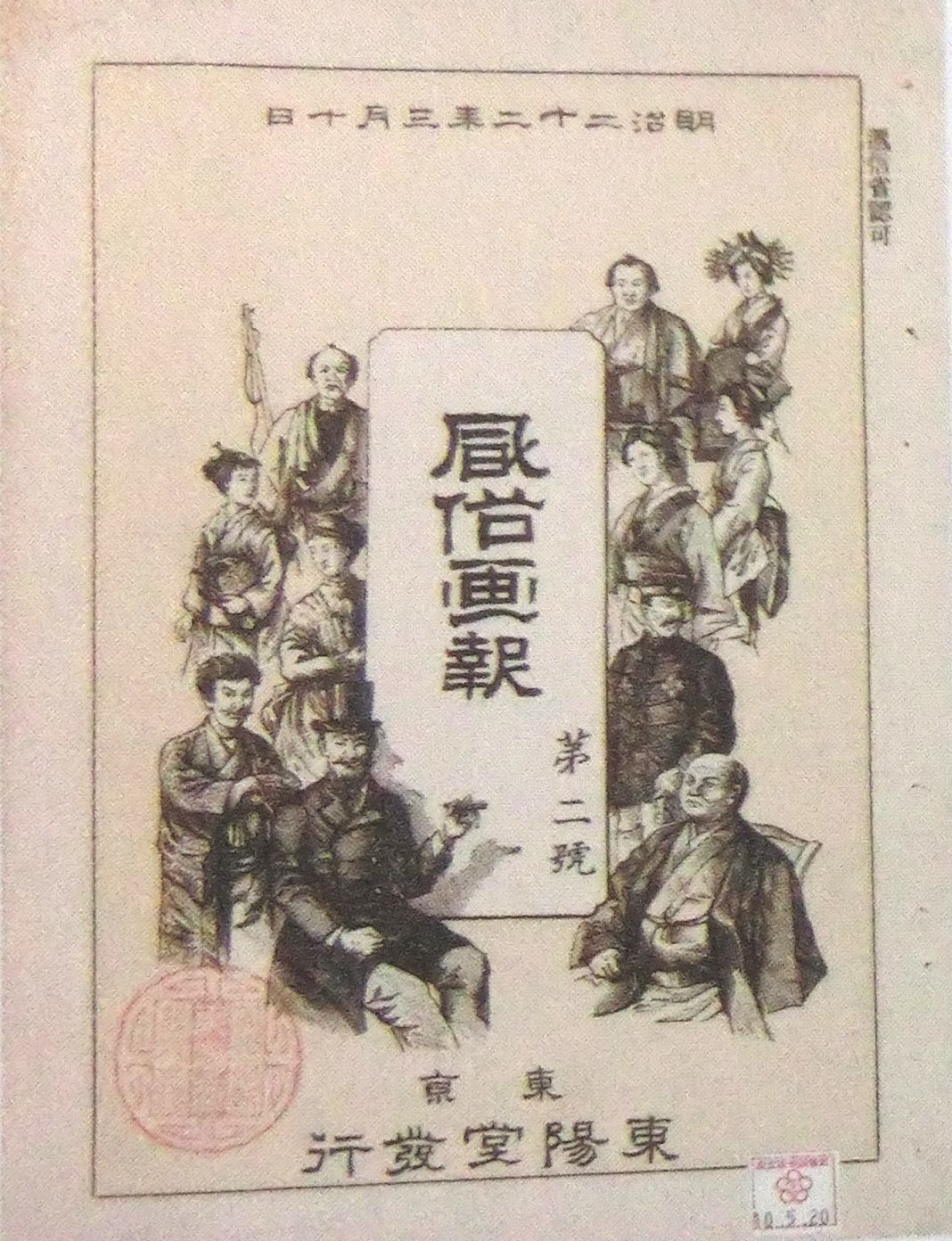
風俗画報
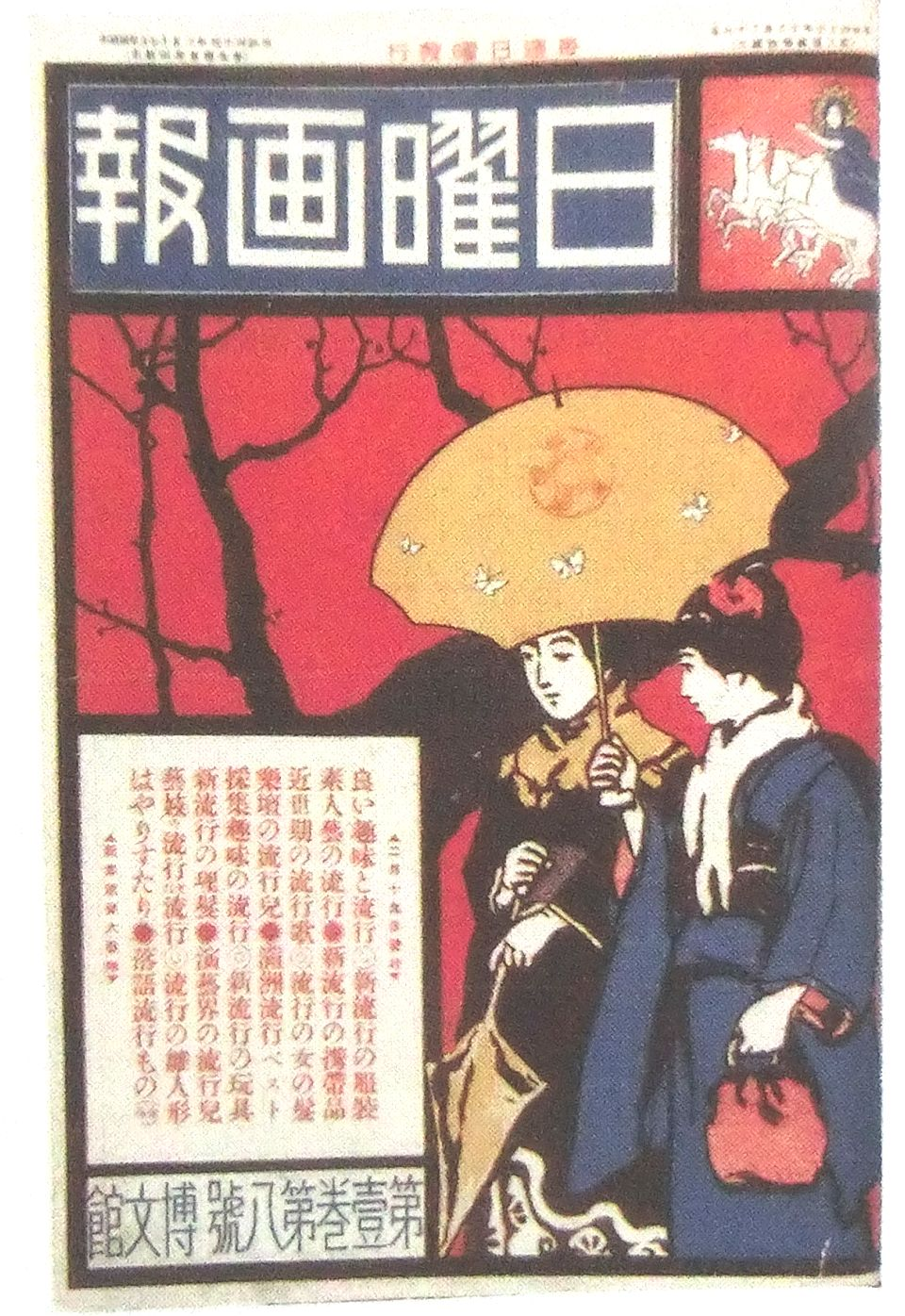
日曜画報
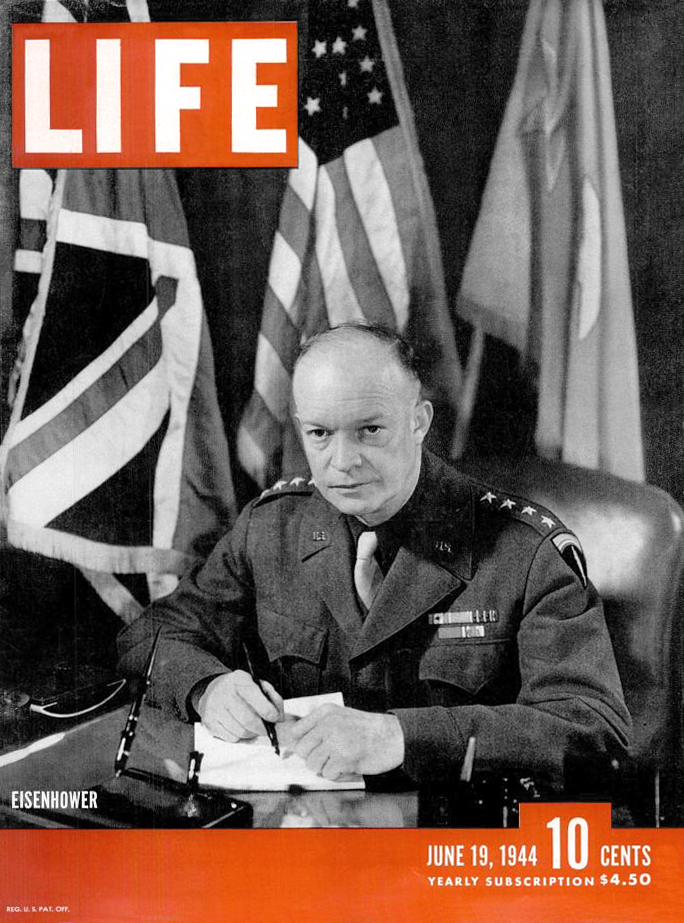
LIFE
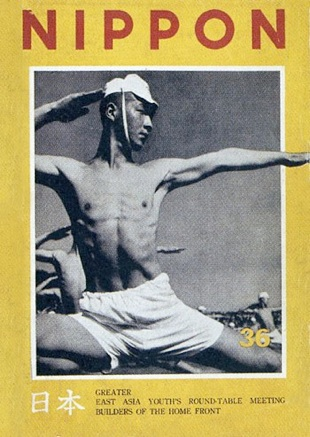
NIPPON
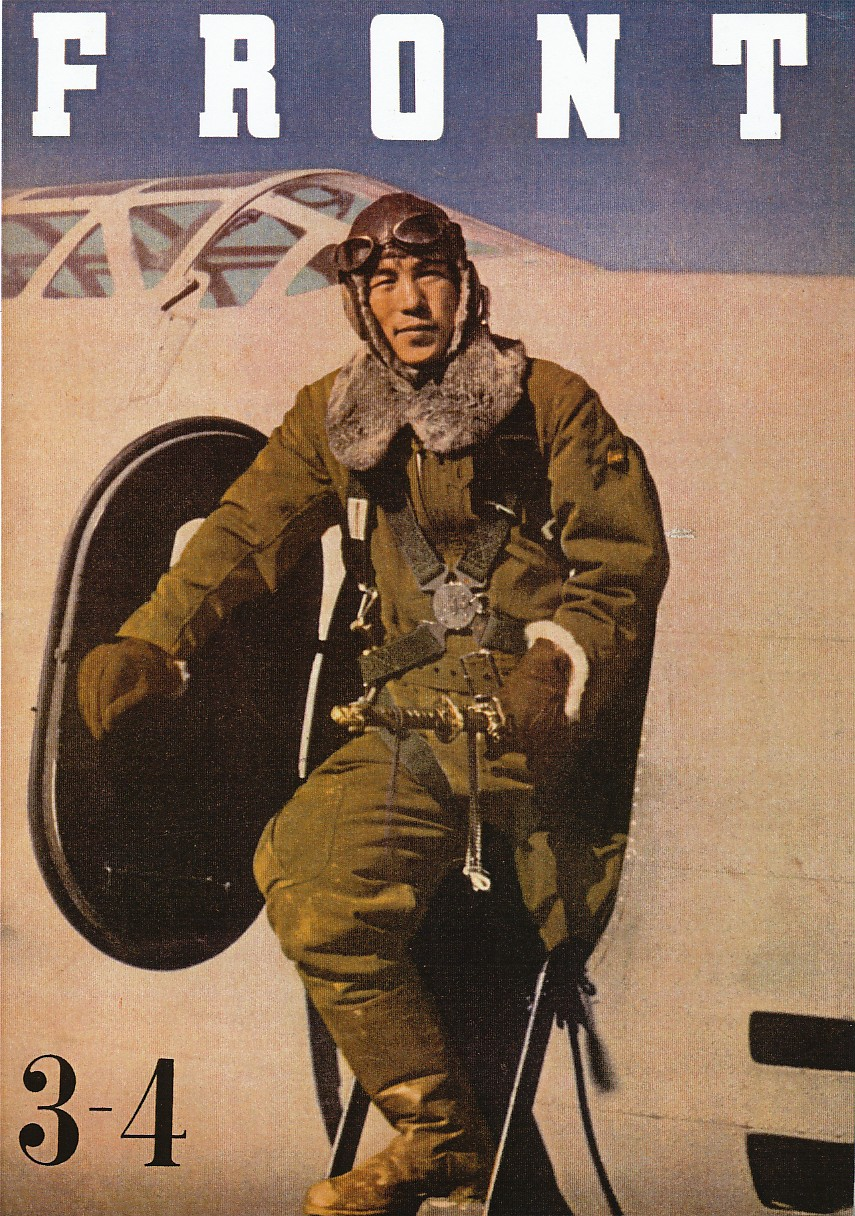
FRONT
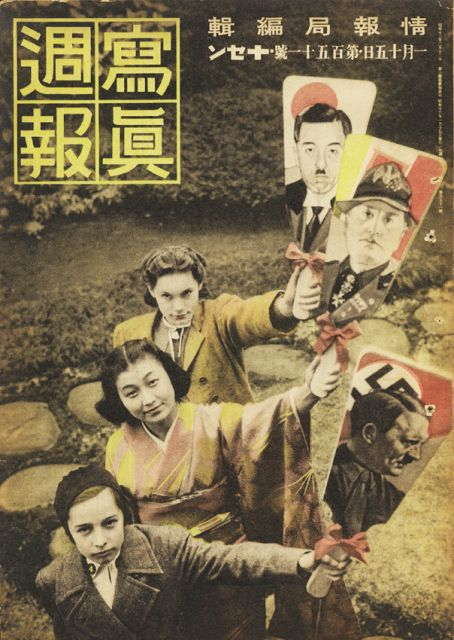
写真週報
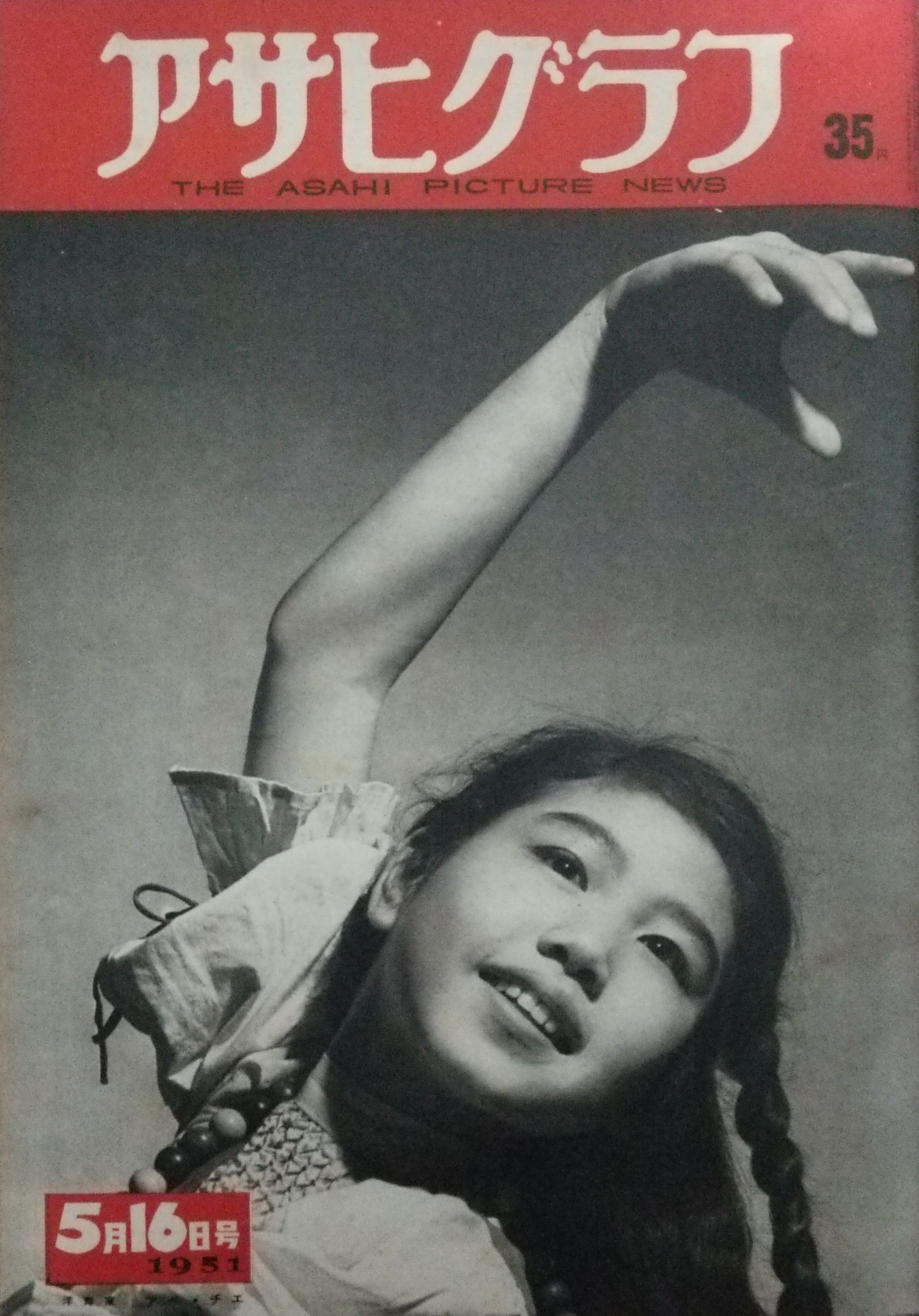
アサヒグラフ
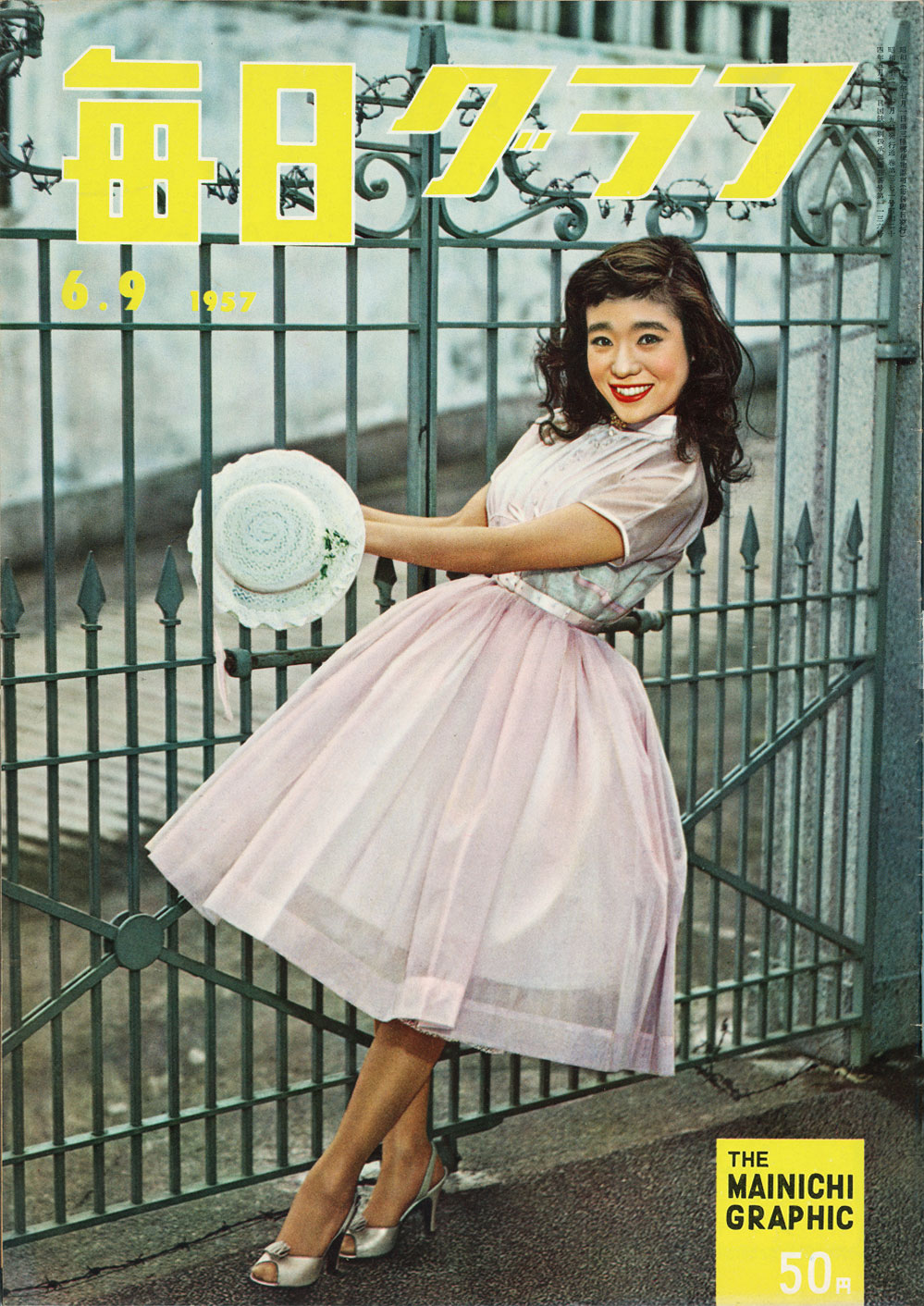
毎日グラフ
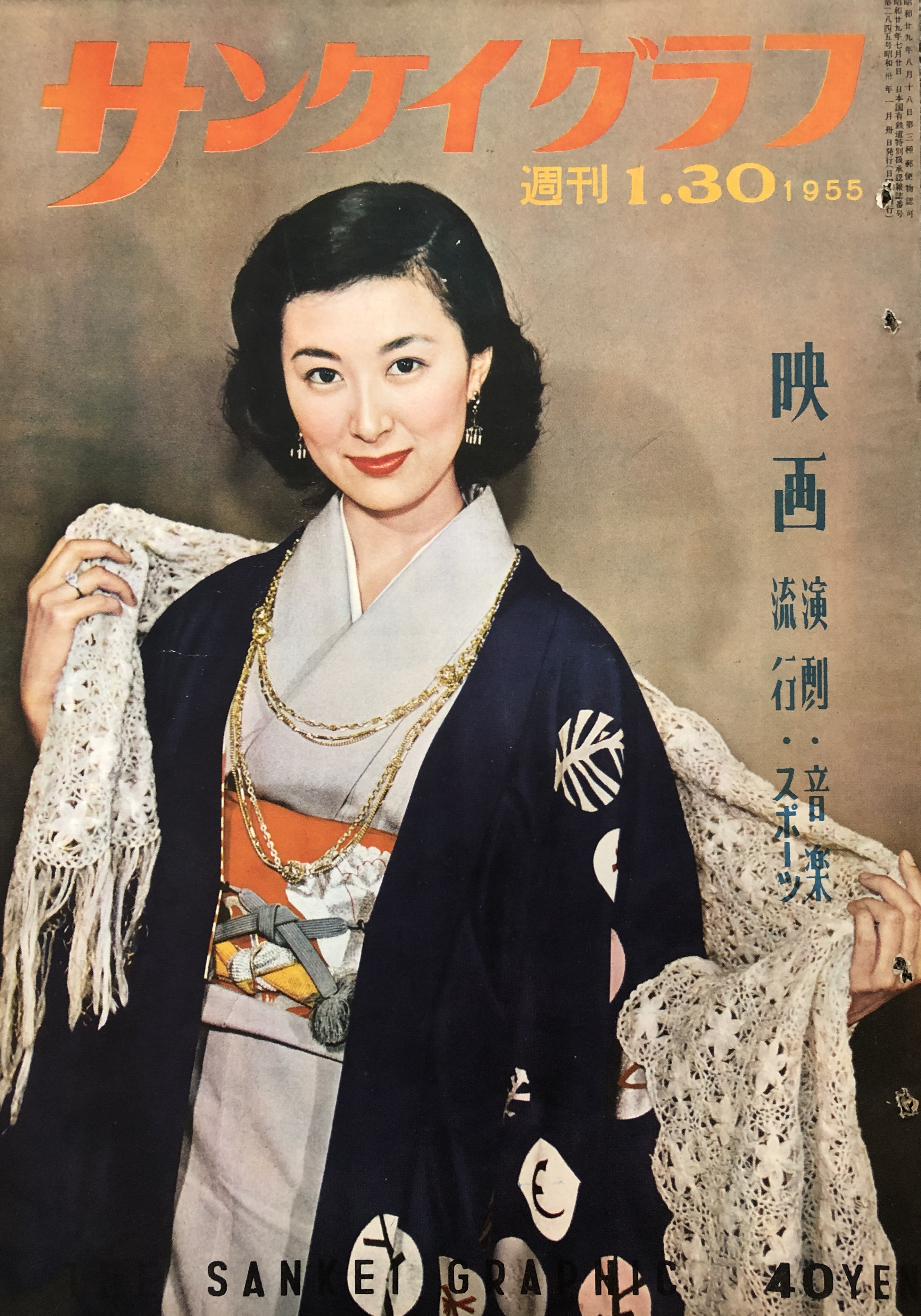
サンケイグラフ